# Camporsevoli
Camporsevoli è una località del comune di Cetona, in provincia di Siena, Toscana.

## Geografia fisica
È poggiato sulla costa sudorientale del monte Cetona, l'ultima e più alta vetta del sistema montuoso che divide la Val d'Orcia dalla Valdichiana.

## Origini del nome
Il toponimo Camporsevoli è la fusione delle parole latine campus (campo) e silva (bosco). Fin dal XIII secolo, si trovano menzioni di Campus Orseoli, Camposedoli, Camporselli, Camposelvoli.

## Storia
Vi sono tracce di presenza umana sul territorio di Camporsevoli fin da epoca etrusca. Nel borgo sono infatti stati rinvenuti molti reperti archeologici (vasi, anfore, brocche, statuette, gioielli) risalenti probabilmente al V secolo a.C.
La prima menzione ufficiale di Camporsevoli, come Plebs S. Johannis de Camporsedole (Pieve di San Giovanni di Camporsedoli), è in un atto del 1228 relativo alla confinazione delle terre soggette al Comune di Orvieto. Impossibile trovare prova di una continuità di centro abitato a Camporsevoli dall'epoca etrusca a queste prime menzioni ufficiali; si deve tuttavia poter presumere che ci siano state, in quanto notoriamente la plebs cristiana sorgeva dove si era trovato l'antico pagus romano, di cui conservava la struttura e la circoscrizione.
Durante l'epoca franco-longobarda la pieve di Camporsevoli, facendo parte della diocesi di Chiusi, dipendeva territorialmente dal suo duca, che estendeva la sua giurisdizione, attraverso il territorio di Populonia, fino al ducato longobardo di Pisa. In seguito ad alcuni tentativi di sommossa contro il regime di Carlo Magno, furono sostituiti gli ordinamenti longobardi con quelli franchi e fu inviato a Chiusi un conte carolingio.
Nei secoli IX, X e XI, durante la disgregazione dell'impero carolingio, si trovano notizie dell'avvicendasrsi di numerose famiglie comitali, che diedero vita alle consorterie di Marsciano e dei Visconti di Campiglia, e alla potente famiglia degli Aldobrandeschi. Per quanto non si possa seguire le vicende dell'alternarsi di queste signorie comitali, si deve pensare che in questi secoli Camporsevoli passò dallo stato di pieve a quella di vera e propria fortezza, di cui si trova cenno in documenti posteriori. Dai primi del XIII secolo infatti Camporsevoli inizia ad essere citata, oltre che come plebarium, anche come Castrum Camporsedulis (Castello di Camporsedoli). A giudicare per esempio dalle decime imposte alla pieve di Camporsevoli nel 1228 – tre lire e soldi otto – si deve pensare che la popolazione fosse composta di poche famiglie. In numero maggiore tuttavia di Cetona e Celle – contribuenti rispettivamente per una lira e quindici soldi e due lire e quattro soldi – ma minore di Fighine – quattro lire e sedici soldi.
Con l'affermarsi dei comuni circostanti e particolarmente del Comune di Siena e di quello di Orvieto, la zona di Camporsevoli venne continuamente contesa dai loro rispettivi feudatari e divenne teatro di continue e aspre lotte. Fino al 1399, quando Bonifacio IX concesse Monteleone e Camporsevoli al conte Francesco della Corbara per ripagarlo della sua fedeltà e dell'aver “sempre seguito le parti della Chiesa nella buona e nell'avversa fortuna”. La concessione fu poi rinnovata alla morte di Francesco per suo figlio Ugolino, l'11 aprile 1452. In conseguenza delle continue guerre combattute nel territorio feudale, in questo periodo si può considerare Camporsevoli in gran parte distrutta.

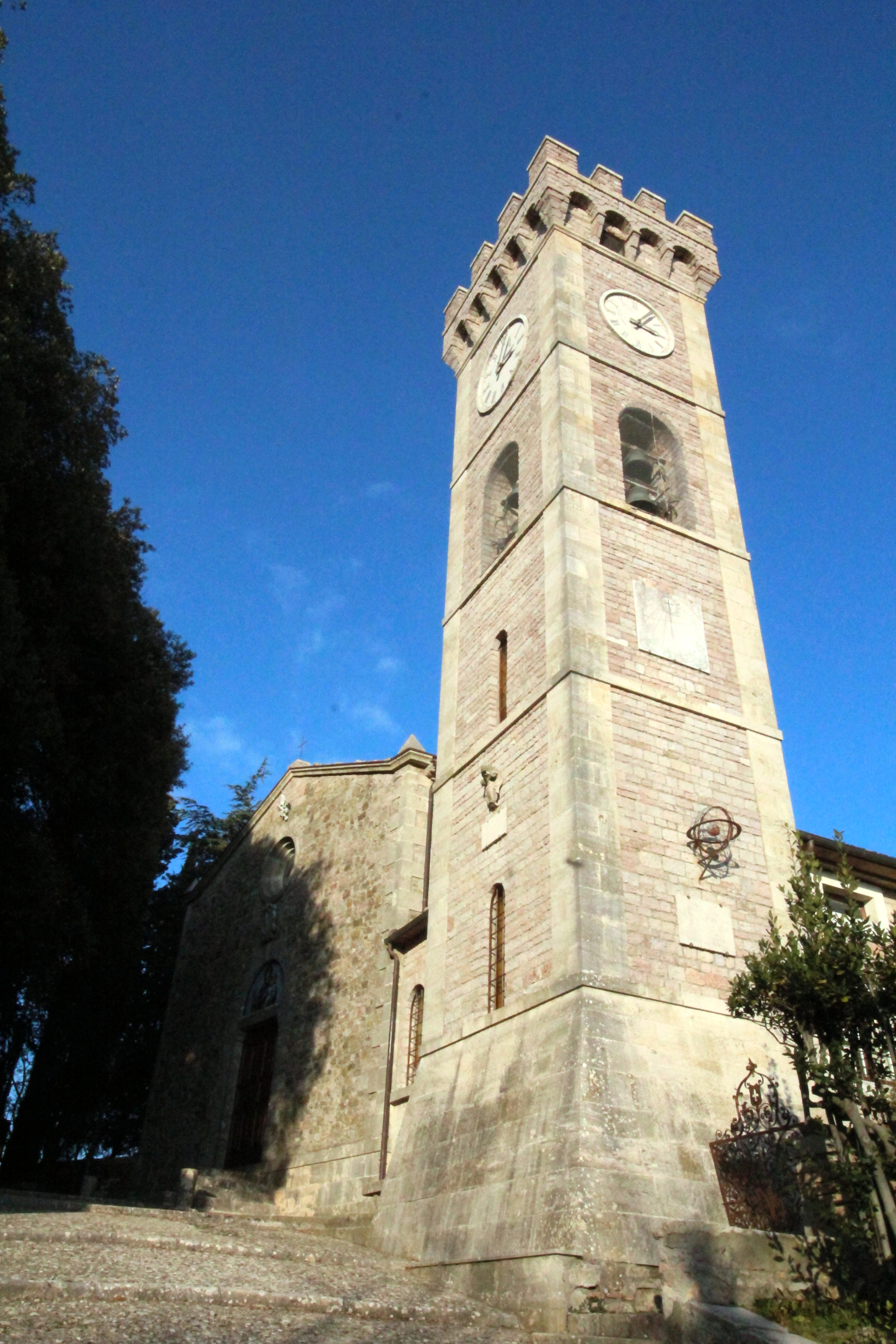
La pieve di San Giovanni Battista

Il 9 settembre 1462 papa Pio II Piccolomini concedeva il vicariato perpetuo di Camporsevoli ai nipoti Giacomo e Andrea Piccolomini. Il feudo restò sotto la guida dei Piccolomini fino alla fine del ‘500, combattuto però continuamente, alle armi o per cavilli, dallo Stato pontificio e dal Granducato di Toscana. Il culmine della contesa ruotò intorno al bandito Alfonso Piccolomini, attaccato dalla Chiesa e protetto dal Granduca, entrambi più per la brama di mettere le mani sullo strategico feudo di Camporsevoli che non per le apparenti ragioni legali. Alla morte di Scipione Piccolomini, indicato precedentemente dalla Santa Sede come legittimo successore di Alfonso, il 21 ottobre 1608 – attraverso la figura del senese Girolamo Finetti, delegato dalla Balìa come rappresentante di Ferdinando I dei Medici – il feudo passò definitivamente sotto la protezione del Granduca, autonominatosi vicario apostolico di Camporsevoli. Per conferimento in dote, il feudo era ormai sotto la guida dei Malaspina, e così restò fino al 1630, quando, per risolvere una lunga contesa con la famiglia Piccolomini, fu acquistato da Maria Maddalena d'Austria e ceduto in corso di ratifica del contratto al sentore fiorentino Niccolò Giugni, che poi il 14 luglio 1630 ne acquisì l'intera proprietà, eretta in marchesato e subinfeudatagli dal Granduca Ferdinando II. Amministrato da vicari feudali, fu la prima entità politica in Europa ad abolire nel 1709 la pena di morte nella sua giurisdizione, 80 anni prima della riforma penale leopoldina. 
Il feudo di Camporsevoli visse nei due secoli a venire la tranquilla vita di qualunque piccolo feudo. Non fu più teatro di scontri armati e sommosse, ma bensì di molte lunghe diatribe sulla sua proprietà, soprattutto per i diritti vantati dalle famiglie Piccolomini, Malaspina e Giugni. 
L'intero territorio di Camporsevoli, la cui esclusiva e legittima proprietà fu infine accordata ai marchesi Giugni, fu acquisito da Sebastiano Grossi nel 1857, ed è tuttora di proprietà dei suoi discendenti, che lo hanno accompagnato attraverso il declino della mezzadria e dell'agricoltura verso la riconversione in attività agrituristiche.

## Monumenti e luoghi d'interesse
- Pieve di San Giovanni Battista (XII secolo)[1]